# 196481 VATT
في أي تي تي (ويعرف أيضًا باسم 196481 في أي تي تي وفق تسمية الكوكب الصغير) (بالإنجليزية: VATT)‏ هو كويكب ضمن حزام الكويكبات؛ وترتيبه 196481 من حيث الاكتشاف.
اكتُشف هذا الجُرم الفلكي بواسطة William H. Ryan ‏ في 23 مايو 2003.

## وصلات خارجية
- 196481 VATT في قاعدة بيانات مختبر الدفع النفاث لأجرام النظام الشمسي الصغيرة

- الاكتشاف · مخطط المدار ·  العناصر المدارية · المعلمات المادية

- 196481 VATT على موقع ويكي سكاي: DSS2, SDSS, GALEX, IRAS, Hydrogen α, X-Ray, Astrophoto, Sky Map, Articles and images